# Han So-hee

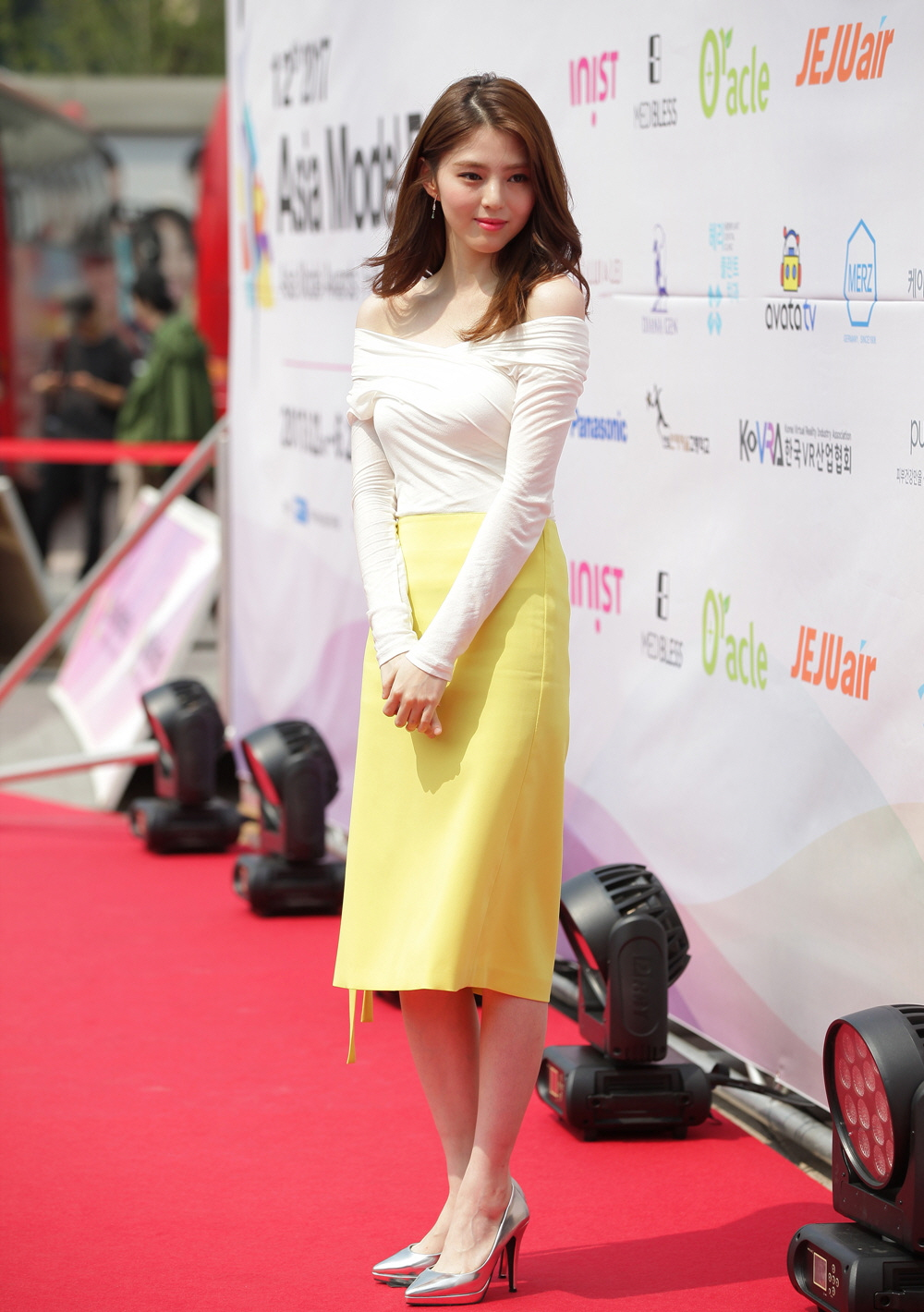
So-hee (2017)

Han So-hee (kor. 한소희; ur. Lee So-hee (이소희) 18 listopada 1994 w Ulsan) – południowokoreańska aktorka i modelka. 
Swoją karierę rozpoczęła rolami drugoplanowymi w serialach telewizyjnych Money Flower (2017), 100 Days My Prince (2018) i Abyss (2019). Póniej dostała większe role serialach JTBC The World of the Married (2020 ) i Nevertheless (2021), wyprodukowane przez Netflix My Name (2021) oraz Potwór z Gyeongseongu (2023–2024). Przełom w karierze przyniosła jej kreacja Yeo Da-kyung w serialu The World of the Married (2020).

## Wczesne lata
Han So-hee urodziła się jako Lee So-hee ( 이소희 ) 18 listopada 1994 roku w Ulsan w Korei Południowej. Uczęszczała do Ulsan Girls' High School oraz Ulsan High School of Arts.

## Kariera

### 2017–2019: Początki kariery
Han So-hee pojawiła się w teledysku do piosenki „Tell Me What To Do” zespołu SHINee w 2016 roku. Zadebiutowała jako aktorka w roli drugoplanowej w serialu Reunited Worlds (2017). Otrzymała swoje pierwsze główne role w serialu Money Flower stacji MBC w 2017 roku oraz w 100 Days My Prince stacji tvN w 2018 roku. Później w 2018 roku zagrała w serialu After The Rain stacji KBS2 i pojawiła się w teledysku do utworu „The Hardest Part” Roya Kima. W 2019 roku Han zagrał drugoplanową rolę w serialu tvN Abyss, obok głównych aktorów Ahn Hyo-seop i Park Bo-young.

### 2020:The World of the Marriedi przełom w karierze
WW 2020 roku Han So-hee zagrała w hicie JTBC The World of the Married u boku Kim Hee-ae i Park Hae-joon, gdzie odegrała główną rolę młodej kochanki. Serial zakończył swoją emisję jako najwyżej oceniony serial w historii koreańskiej telewizji kablowej. Dzięki ogromnemu sukcesowi serialu, So-hee zdobyła rozpoznawalność i uznanie wśród publiczności.

### Od 2021: główne role
W 2021 roku So-hee zagrał w dramacie romantycznym JTBC Nevertheless u boku Song Kanga. W tym samym roku zagrała również w oryginalnym serialu Netflixa z gatunku kryminału i akcji My Name jako kobieta szukająca zemsty za zabójstwo swojego ojca.
W 2022 roku So-hee pojawiła się w czteroodcinkowym miniserialu Disney + Soundtrack #1 u boku Park Hyung-sika.

## Filmografia

### Seriale telewizyjne
| Rok  | Tytuł                    | Rola                     |
| ---- | ------------------------ | ------------------------ |
| 2017 | Reunited Worlds          | Lee Seo-won              |
| 2017 | Money Flower             | Yoon Seo-won             |
| 2018 | 100 Days My Prince       | Kim So-hye               |
| 2018 | After the Rain           | Soo-jin                  |
| 2019 | Abyss                    | Jang Hee-jin / Oh Su-jin |
| 2020 | The World of the Married | Yeo Da-kyung             |
| 2021 | Nevertheless             | Yoo Na-bi                |

### Seriale internetowe
| Rok       | Tytuł                 | Rola                     |
| --------- | --------------------- | ------------------------ |
| 2021      | My Name               | Yoon Ji-woo / Oh Hye-jin |
| 2022      | Soundtrack #1         | Lee Eun-soo              |
| 2023–2024 | Potwór z Gyeongseongu | Yoon Chae-ok             |

### Teledyski
| Rok  | Tytuł                | Artysta                    |
| ---- | -------------------- | -------------------------- |
| 2016 | "Tell Me What To Do" | Shinee                     |
| 2017 | "That Girl"          | Jung Yong-hwa (feat. Loco) |
| 2018 | "The Hardest Part"   | Roy Kim                    |
| 2019 | "You & I"            | MeloMance                  |
| 2023 | "Seven"              | Jungkook (feat. Latto)     |